# ゲインズウェイファーム
ゲインズウェイファーム（Gainesway Farm）は、アメリカ合衆国ケンタッキー州レキシントンにある競走馬（サラブレッド）の生産及び種牡馬の繋養を行う牧場である。馬主として競走馬の所有もしている。前の代表者はジョン・ゲインズ（ゲインズウェイファームの創業者）で、1988年までゲインズウェイファームの運営に関わった。現在の代表者は、アントニー・ペックで、1989年から、ゲインズウェイファームの運営にかかわっている。

## 主な生産馬
- Orientate / （2002年フォアゴーハンデキャップ、ブリーダーズカップスプリント）

## 主な所有馬
- ティンバーカントリー（1994年シャンペンステークス、ブリーダーズカップ・ジュヴェナイル、1995年プリークネスステークス、※オーバーブルックファームと共有）

## 主な繋養馬

### 種牡馬
2025年
- Tapit[1]
- Karakontie　(2016年～2017年シーズンより供用。)
- Drain the Clock
- Mckinzie
- Olympiad
- Raging Bull
- Spun to Run
- Charge It
- Muth
- Seize The Grey
- Tapit Trice

### 功労馬等
- Afleet Alex[1]

## 過去の繋養馬
種牡馬及び功労馬
- Bates Motel
- Blushing Groom
- Cozzene
- Corinthian
- Empire Maker
- Formal Gold
- Green Dancer
- Icecapade
- Irish River
- K One King
- Lear Fan
- Luhuk
- Lyphard
- Orientate
- Riverman
- Sunday Break
- Strategic Mission
- Sir Cat
- Stop The Music
- Subordination
- Unbridled
- Vaguely Noble
- Broad Brush
- Afleet Express[1]
- Birdstone[1]
- Tapizar[1]
- Mt.Livermore
- Smoke Glacken[1]
- Tapwrit

繁殖牝馬
- Cosmah
- Winning Colors